# Bình Lợi, An Khang
Bình Lợi (chữ Hán phồn thể: 平利縣, chữ Hán giản thể: 平利县, âm Hán Việt: Bình Lợi huyện) là một huyện thuộc địa cấp thị An Khang, tỉnh Thiểm Tây, Cộng hòa Nhân dân Trung Hoa. Huyện này có diện tích ki-lô-mét vuông, dân số năm 1999 là 228.202 người, năm 2002 là 230.000 người. Mã số bưu chính của huyện Bình Lợi là 725500. Về mặt hành chính, huyện được chia thành 9 trấn, 3 hương.
- Trấn: Thành Quan, Trường An, Đại Quý, Quảng Phật, Lạc Hà, Lão Huyện, Tam Dương, Hưng Long, Bát Tiên.
- Hương: Nữ Oa, Tây Giang, Chính Dương.